# Strona postępowania
Strona postępowania (w procesie sądowym: strona procesowa) – w prawie podmiot, który ma interes prawny w wydaniu korzystnego dla siebie rozstrzygnięcia będącego przedmiotem określonego postępowania administracyjnego albo sądowego (zwłaszcza cywilnego, karnego i administracyjnosądowego), a występuje sam w swoim imieniu bądź w którego imieniu i na jego rzecz działa inny podmiot (pełnomocnik procesowy, np. adwokat).

## Postępowanie cywilne
Istotą procesu cywilnego jest spór pomiędzy dwiema przeciwstawnymi stronami: powodową i pozwaną (nie ma znaczenia, ile osób występuje po jednej stronie – takie osoby są współuczestnikami procesu). W postępowaniu nieprocesowym występują zaś uczestnicy postępowania (przynajmniej jeden), którzy nie toczą sporu, ich stanowiska nie są przeciwstawne (między nimi może istnieć konflikt interesów). Inni uczestnicy procesu (tacy jak prokurator), nawet jeśli działają na korzyść stron lub inicjują postępowanie, nie są stronami postępowania cywilnego.

## Postępowanie karne
W postępowaniu przygotowawczym stronami są pokrzywdzony i podejrzany, a w postępowaniu sądowym - oskarżyciel i oskarżony.

## Postępowanie administracyjne
Art. 28 KPA stanowi, że stroną jest każdy, czyjego interesu prawnego lub obowiązku dotyczy postępowanie albo kto żąda czynności organu ze względu na swój interes prawny lub obowiązek.
Stronami postępowania mogą być:
1. osoby fizyczne – osobiście lub za pośrednictwem pełnomocnika;
2. osoby prawne – np. spółka z ograniczoną odpowiedzialnością, spółka akcyjna;
3. państwowe i samorządowe jednostki organizacyjne nie posiadające osobowości prawnej
4. organizacje społeczne.

W postępowaniu administracyjnym mogą występować również określone jednostki organizacyjne, które nie będąc stronami mogą działać na prawach strony:
- organizacje społeczne,
- prokurator,
- Rzecznik Praw Obywatelskich.

Uczestnicy na prawach strony to podmioty, których celem nie jest ochrona własnego interesu prawnego, lecz interesu innych podmiotów lub interesów społecznych. Przysługują uprawnienia procesowe, które ma strona. Są to m.in.:
- żądanie udostępnienia akt sprawy,
- zgłaszanie dowodów,
- branie udziału w postępowaniu dowodowym,
- składanie odwołań.

## Postępowanie administracyjnosądowe
Art. 32 Prawa o postępowaniu przed sądami administracyjnymi stanowi, że stronami w postępowaniu administracyjnosądowym są skarżący i organ, którego działanie lub bezczynność jest przedmiotem skargi. Oprócz stron ustawa ta przewiduje udział w postępowaniu innych podmiotów – uczestników na prawach strony.
Uczestnikiem obligatoryjnym jest osoba, która brała udział w postępowaniu administracyjnym, a nie wniosła skargi, jeżeli wynik postępowania sądowego dotyczy jest interesu prawnego.
Uczestnikami fakultatywnymi mogą być:
- osoba, która nie brała udziału w postępowaniu administracyjnym, jeżeli wynik tego postępowania dotyczy jej interesu prawnego[3],
- organizacja społeczna w sprawach innych osób, jeżeli sprawa dotyczy zakresu jej statutowej działalności[3],
- prokurator oraz Rzecznik Praw Obywatelskich, jeżeli według ich oceny wymaga tego ochrona praworządności lub praw człowieka i obywatela.